# ديفيد ريفرز
ديفيد ريفرز (بالإنجليزية: David Rivers)‏ مواليد 20 يناير 1965 في جيرسي سيتي، هو مدرب كرة سلة أمريكي ولاعب سابق. بدأ مسيرته الاحترافية في سنة 1988. تم اختياره من قبل فريق لوس أنجلوس ليكرز خلال الدرافت. يبلغ طوله 6 قدم 0 بوصة (1.8 م). اعتزل اللعب في 2001.

## المسيرة الاحترافية
لعب مع لوس أنجلوس ليكرز في موسم 1988–1989، ثم لعب مع لوس أنجلوس كليبرز في موسم 1989–1990، ثم لعب مع لوس أنجلوس كليبرز في موسم 1991–1992، ثم لعب مع نادي أولمبياكوس لكرة السلة من سنة 1995 إلى 1997، ثم لعب مع فورتيتودو بولونيا في الدوري الإيطالي في موسم 1997–1998، ثم لعب مع نادي طوفاس الرياضي في الدوري التركي من سنة 1998 إلى 2000.

## روابط خارجية
- ديفيد ريفرز على موقع الدوري الأوروبي لكرة السلة (الإنجليزية)
- ديفيد ريفرز على موقع إن بي أي (الإنجليزية)
- ديفيد ريفرز على موقع سبورتس رفرنس (الإنجليزية)
- ديفيد ريفرز على موقع كرة السلة الأوروبية.كوم (الإنجليزية)
- ديفيد ريفرز على موقع كلية كرة السلة في سبورتس رفرنس.كوم (الإنجليزية)
- ديفيد ريفرز على موقع ريلجم (الإنجليزية)
- ديفيد ريفرز على موقع بروبوليرز (الإنجليزية)
- ديفيد ريفرز على موقع سبورتس رفرنس (الإنجليزية)